# Tendedero

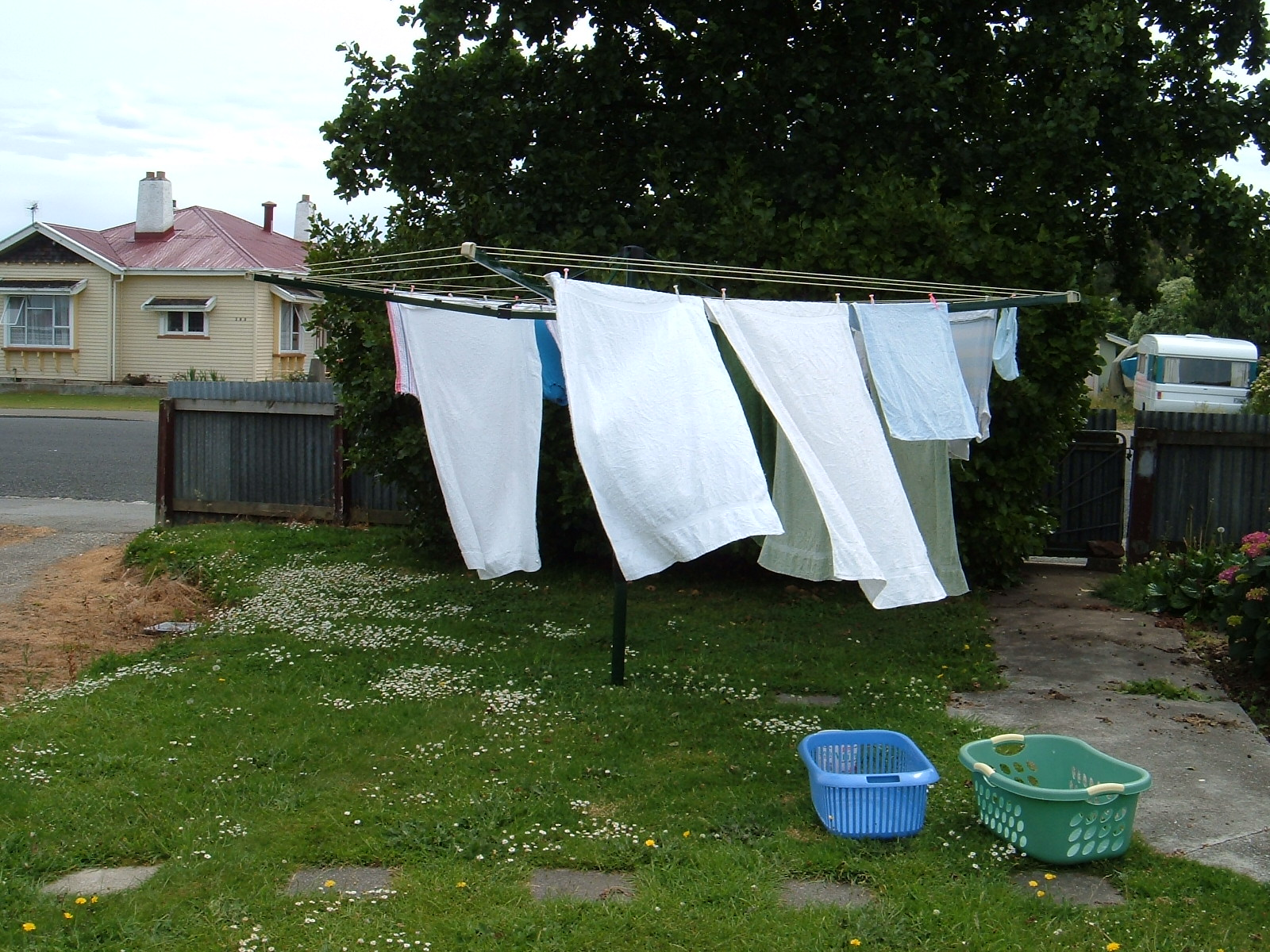
Tendedero exterior.

Un tendedero, tenderete, ténder, tendal o tendedor es un conjunto de elementos sobre los que se tiende la ropa recién lavada para que se seque.

El tendedero es un artefacto sobre el que se extiende o se sujeta con la ropa recién salida de la lavadora para que al contacto con el aire seco pierda su humedad.

Tradicionalmente, en países poco lluviosos la ropa se ha tendido en el exterior de las casas. En las viviendas unifamiliares con jardín o patio no es extraño instalar en el exterior juegos de cuerdas sujetas por medio de estacas, árboles u otros soportes.

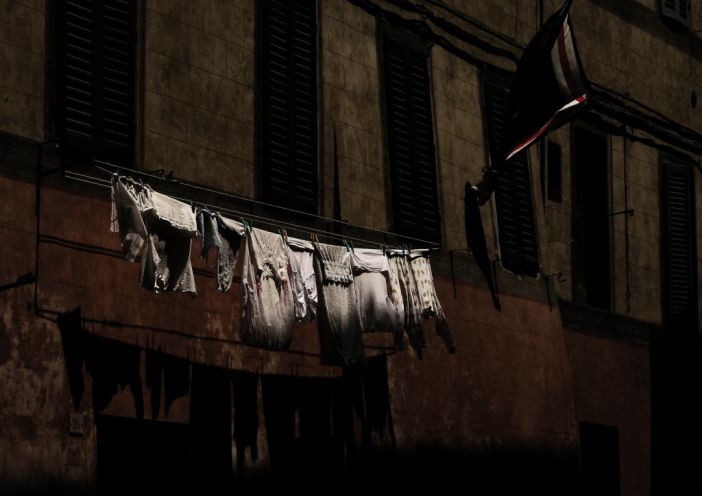
Tendedero junto a una ventana.

También existen tendederos metálicos fijos para colocar al aire libre. Allí se extiende tanto la ropa de cama como las prendas de vestir para que por efecto del aire y el viento terminen su proceso de secado.

En los pisos y casas con menor espacio en el exterior, los tendederos se colocan junto a la base de las ventanas del lado exterior. Por razones estéticas y de preservación de la intimidad, se usan a este fin las ventanas interiores del edificio que miran al patio de luces o a la parte posterior de la vivienda. Sin embargo, en viviendas sin ventanas interiores puede llegar a tenderse la ropa en la fachada principal.

La extensión del uso de secadoras en los hogares han propiciado la disminución de tendederos en los jardines o bajo las ventanas. Además, en algunas ciudades, comunidades y urbanizaciones está prohibido colgar la ropa en el exterior. En el siglo 21 las corrientes ecologistas y la creciente concientización por el ahorro de energía están llevando a un resurgimiento del uso del tendedero.
En algunos territorios, la lluvia obliga a realizar el tendido de la ropa en el interior de las casas. 

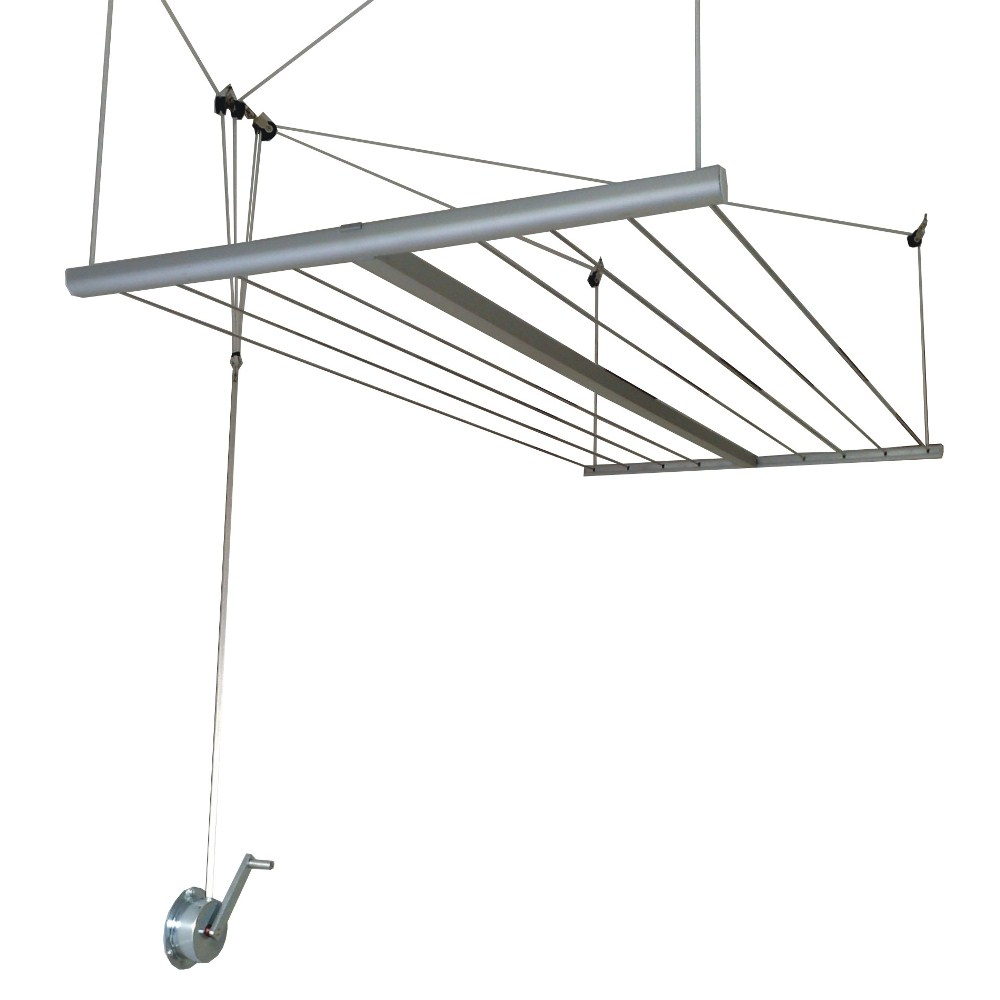
Tendedero colgante de techo a manivela.

## Tendederos de uso interior
Los tendederos de uso interior pueden ser de techo, de pared o de pie.

Los tendederos más sofisticados son los levadizos que cuelgan del techo, poseen una estructura rígida, un aparejo con cuerdas y roldanas y un sistema elevador que permite elevar la ropa tirando de una cinta o cuerda, accionando una manivela o con un motor. Normalmente se colocan en el lavadero, la cocina o el balcón.

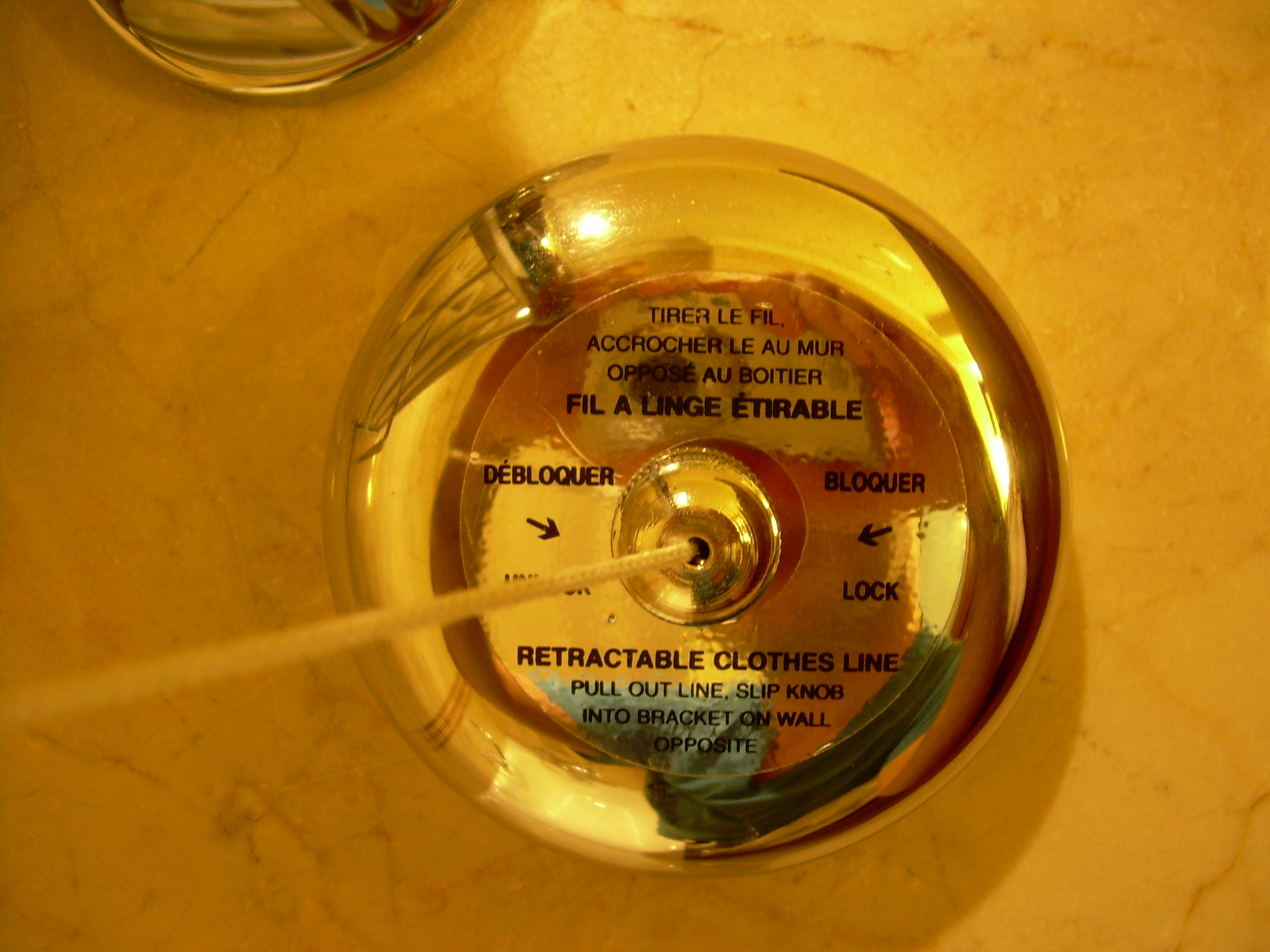
Tendedero de cuerdas extensibles.

Los tendederos de pared pueden consistir en un carretel que enrolla una o varias sogas, una estructura rígida (rebatible o no) sostenida a la pared o una estructura plegable.

Los de carretel pueden instalarse en cualquier pared de la vivienda. Las cuerdas están enrolladas dentro de una caja y se extienden hasta engancharlas en unos ganchos clavados en la pared opuesta. Las cuerdas atraviesan por tanto la habitación de parte a parte por lo que solo se extraen cuando se necesita utilizarlas. Luego, vuelven a su posición inicial por la acción de muelles situados dentro de la caja.

Los tendederos de pie consisten en soportes plegables sobre los que se extiende la ropa que quiere secarse. Los tendederos de pie tienen forma de caballete con patas en aspa plegables y se colocan en áreas libres y poco transitadas de la vivienda como la terraza o la cocina. 
Existen más subtipos adicionales, como los automáticos, de acordeón, de techo-avión y de terraza-balcón.
En todos los casos la ropa se tiende suelta o sujeta con broches o pinzas.

## Historia

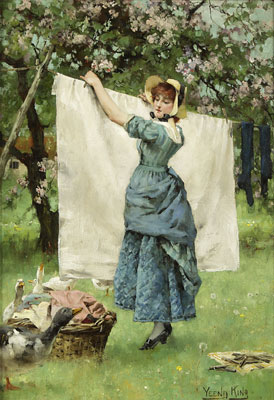
Tendiendo en el exterior a finales del.

La colocación de las prendas en el exterior de las viviendas tenía antiguamente un propósito adicional. La ropa de cama se extendía con intención de que mantuviera e incrementara su blancura gracias a la luz del sol. Uno de los riesgos ciertos que conllevaba tender en el exterior era que los ladrones se apoderaran de la ropa que colgaba de los tendales. Los ladrones especializados en robar ropa blanca de cama y de vestir llegaron a recibir el apelativo de ladrones de nieve.
Cuando se tendía en el interior, lo normal era utilizar un soporte de madera que se colocaba delante de la chimenea para acelerar el proceso de secado. El caballete, era una estructura simple compuesta por dos o tres piezas que disponían de barras horizontales para apoyar las prendas y que estaban unidos entre sí con lona, cuerdas o tiras de cuero. Las hojas se extendían para disponer la ropa sobre ellas y se plegaban cuando no se utilizaban. 
Está documentada también la existencia de caballetes más elegantes y pulidos que se colocaban en los dormitorios de las viviendas. Así aparece en los catálogos de los carpinteros ingleses de finales del siglo XVIII y siglo XIX. Parece ser que los niños las utilizaban para jugar convirtiéndolas en casas bajo las que refugiarse.
Su funcionamiento es gracias al aire libre y a veces a un sistema de calefacción incrementado para que se seque la ropa cuando hace humedad